# Winsen (Aller)
Winsen (Aller) è un comune di 13 348 abitanti della Bassa Sassonia, in Germania.
Appartiene al circondario (Landkreis) di Celle (targa CE).